# Маркт-Бібарт
Маркт-Бібарт (нім. Markt Bibart) — громада в Німеччині, розташована в землі Баварія. Підпорядковується адміністративному округу Середня Франконія. Входить до складу району Нойштадт-на-Айші–Бад-Віндсгайм. Складова частина об'єднання громад Шайнфельд.
Площа — 30,07 км2. Населення становить 1894 ос. (станом на 31 грудня 2020).

## Галерея

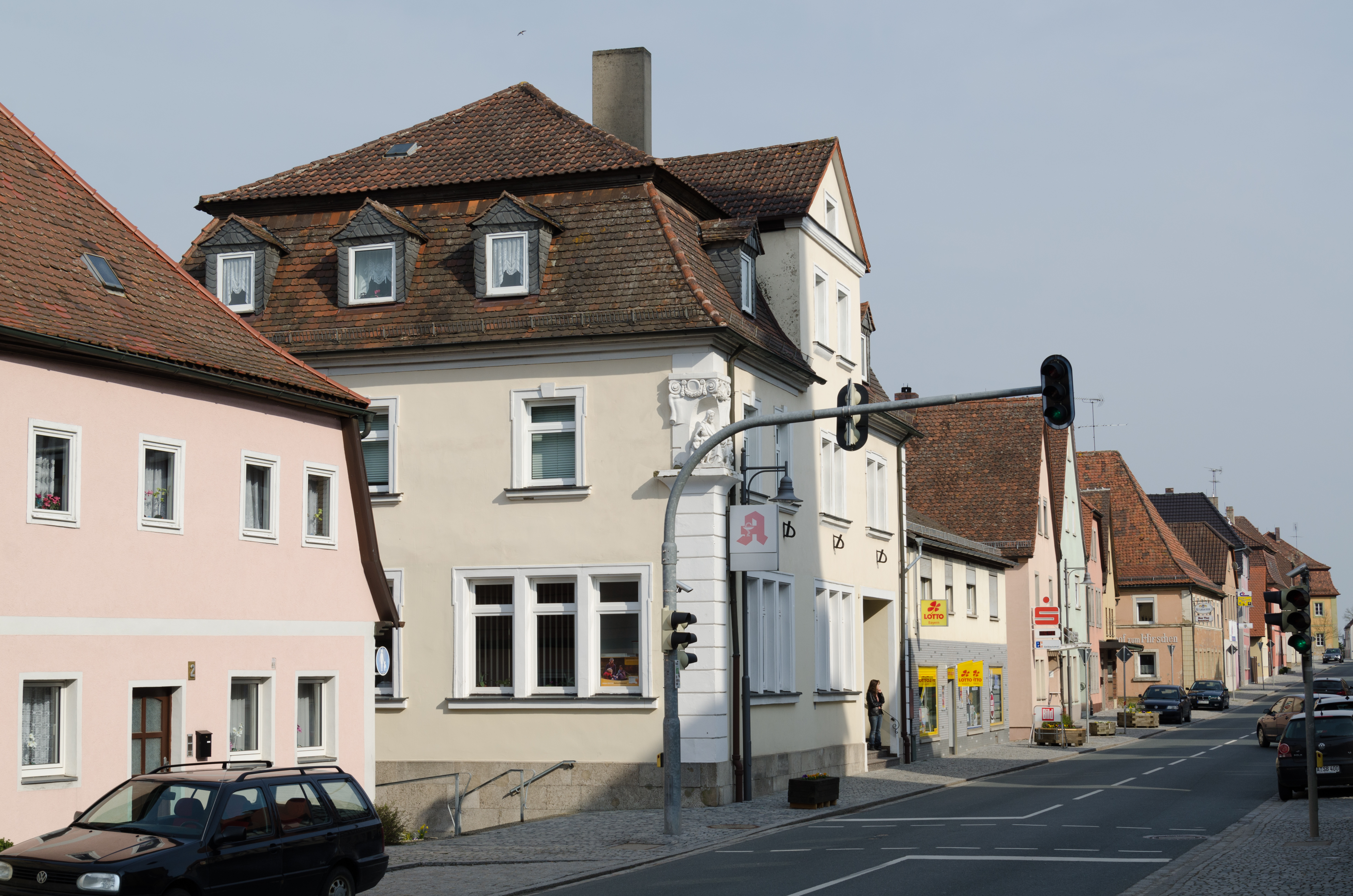